# RTX A5000
RTX A5000是NVIDIA于2021年发布的桌面平台显卡。

## 简介
NVIDIA RTX A5000是基于安培微架构的专业显卡，面向图形工作站，采用了GA102核心。

## 技术
NVIDIA RTX 5000采用了第二代的光线追踪、第三代的Tensor Core 和CUDA Core。
分为面向电脑与笔记本的两种不同版本，面向台式电脑的版本有8192个CUDA核心，显存达24GB。面向笔记本的版本有6144个CUDA核心，具备有双插槽和4个DP1.4输出接口，并且支持Max-Q技术，显存则为16GB。